# Virgilijus Noreika
Virgilijus Noreika (* 22. September 1935 in Šiauliai; † 3. März 2018 in Vilnius) war ein litauischer und sowjetischer Tenor und Professor.

## Leben
Virgilijus Noreika verbrachte die ersten zehn Lebensjahre in der nordwestlichen litauischen Stadt Šiauliai. Ab 1942 spielte er einen Zwerg im Theater Šiauliai. 1945 zog Virgilijus mit seinen Eltern in die litauische Hauptstadt Vilnius. Ab 1946 besuchte er das 1. Knabengymnasium Vilnius und von 1949 bis 1953 das Juozas-Tallat-Kelpša-Konservatorium Vilnius. Von 1953 bis 1958 studierte Noreika Solo-Gesang (in der Kipras-Petrauskas-Klasse) am LSSR-Konservatorium in Sowjetlitauen. Von 1957 bis 1975 war er Opernsolist beim Litauischen Nationaltheater für Oper und Ballett. Von 1965 bis 1966 bildete er sich weiter im Opernhaus Teatro alla Scala in Mailand, wo er als erster sowjetlitauischer Sänger auftrat. Ab 1976 lehrte er an der Litauischen Musik- und Theaterakademie in Vilnius.

## Familie
Sein Vater Leonas Noreika war einer der Pioniere des Esperanto in Šiauliai.
Virgilijus Noreika war zweimal verheiratet. Seine Ehefrauen waren Žaneta Noreikienė und Loreta Bartusevičiūtė-Noreikienė.
Sein Sohn ist Virgilijus und die Tochter Rasa.

## Auszeichnungen
- 1960, 1970: Staatspreis von Sowjetlitauen
- 1995: Gediminas-Orden
- 2003: Orden für Verdienste um Litauen
- 2004: Kultur- und Kunstpreis der Regierung Litauens
- 2007: Nationaler Preis im Kulturfortschritt (Nacionalinė kultūros pažangos premija)
- 2010: Litauischer nationaler Kultur- und Kunstpreis

## Ehrungen
- 1964: Verdienter Artist von Sowjetlitauen
- 1967: Volksartist von Sowjetlitauen
- 1970: Volksartist von Sowjetunion
- 1991: Ehrenbürger von Baltimore und Maryland, USA
- 2015: Ehrenbürger von Šiauliai
- 2009: Ehrendoktor der Estnischen Musikakademie